# Eufeme (satélite)
S/2003 J 3 es un satélite irregular retrógrado de Júpiter. Fue hallado por un grupo de astrónomos de la Universidad de Hawái liderado por Scott S. Sheppard el 4 de marzo de 2003. Tomó su nombre de Eufeme, un personaje de la mitología griega, considerada una de las cuatro hijas de Hefesto y Aglaya.
S/2003 J 3 tiene cerca de 2 km de diámetro, y orbíta a Júpiter a una distancia media de 19,622 millones de km en 561,518 días, con una inclinación de 146°. tiene un movimiento retrógrado y una excentricidad de 0,2507.
Pertenece al grupo de Ananké, satélites retrógrados irregulares en órbita alrededor de Júpiter entre 19,3 y 22,7 millones de km, con inclinaciones de unos 150°.

## Nombre
Fue nombrado en 2019 en honor a Eufeme, el antiguo espíritu griego de las palabras de buen augurio, las alabanzas, las aclamaciones, los gritos de triunfo y los aplausos, hija de Hefesto y Aglaya y nieta de Zeus. El nombre fue sugerido por el usuario de Twitter Lunartic (@iamalunartic) en un concurso de nombres organizado por el Instituto Carnegie en la red social, que al mismo tiempo ayudó a nombrar otra luna joviana Filofrósine.